# Biserica „Buna Vestire”-Drugănești din Stoenești
Biserica „Buna Vestire”-Drugănești din Stoenești este un monument istoric aflat pe teritoriul satului Stoenești, comuna Florești-Stoenești. În Repertoriul Arheologic Național, monumentul apare cu codul 102801.02.
Monument istoric și de arhitectură religioasă, biserica a fost construită în anul 1723, din inițiativa lui Gavriil Drugănescu. Biserica a fost restaurată de arhitectul G. M. Cantacuzino între anii 1939-1942.